# The Protector (türkische Fernsehserie)
The Protector (Originaltitel: Hakan: Muhafiz) ist eine türkische Fantasy-Mystery-Superhelden-Serie, die auf dem Fantasyroman Karakalem ve Bir Delikanlinin Tuhaf Hikayesi der Autorin Nilüfer İpek Gökdel basiert. Die Serie ist die erste türkische Serie von Netflix. Die Erstveröffentlichung erfolgte am 14. Dezember 2018.

## Handlung
Nachdem der Sultan Fatih Mehmed Istanbul erobert hatte, stellte er die Existenz der sieben Unsterblichen fest, bei denen es sich um Geschöpfe unbekannter Herkunft in Menschengestalt handelt, die an allen Übeln der Menschheit schuld sind und diese mit Seuchen, Naturkatastrophen und Hungersnöten auszurotten versuchen. In einer nächtlichen Vision erkannte der Sultan, wie er diese sieben Unsterblichen bekämpfen könnte, und bestimmte dazu den Protector. Ausgerüstet mit einem magischen Hemd, das unverwundbar macht, einem Ring, der ihn die Unsterblichen erkennen lässt, und einem Dolch, mit dem man diese töten kann, begann er, die Unsterblichen zu bekämpfen. Die Aufgabe wurde geheim von Generation zu Generation an den nächsten Protector vererbt.
Hakan, bislang im Leben wenig erfolgreicher Adoptivsohn eines türkischen Antiquitätenhändlers, wird plötzlich in diese Rolle hineingestoßen, als er von einem Tag auf den anderen erfährt, dass seine Eltern nicht bei einem Unfall gestorben sind und sein Adoptivvater in Wahrheit Mitglied eines geheimen Orden namens Die Getreuen ist. Am Sterbebett verrät ihm der Adoptivvater, dass Hakan der letzte lebende Nachfahre des Protectors ist und er den Kampf gegen den letzten Unsterblichen aufnehmen muss, wobei ihm dazu zunächst nur das magische Hemd zur Verfügung steht. Von den Getreuen wird er in seine Rolle als Protector hineingeleitet, wobei ihm fortan die Getreue und Universitäts-Assistentin, Zeynep, an der Seite steht und ihn in Martial-Arts-Künsten unterrichtet und unterstützt.

## Episoden
Die erste Staffel besteht aus zehn Folgen, die keine Folgentitel haben.
Die zweite Staffel besteht aus acht Folgen. Die dritte aus sieben Folgen. Die vierte Staffel ebenfalls aus sieben Folgen.